# 白羽扇豆碱
白羽扇豆碱（Lupanine）是一种有机化合物，化学式为C15H24N2O，其名称源自于羽扇豆属植物。它可以贝泊斯汀-2,4,6,8-四酮和S-苯乙醇为原料，经多步反应得到。
它可以和(+)-2,3-二(苯甲酰氧基)-1,4-丁二酸成盐。